# Бірський кантон
Бірський кантон (башк. Бөрө кантоны) — кантон у складі Автономної Башкирської Радянської Республіки (1922—1930). Адміністративний центр — м. Бірськ.

## Географічне положення
Бірський кантон був розташований в північній і північно-західній частинах Башкирської АРСР. Кантон на півдні межував з Белебеєвським та Уфімським кантонами Башкирської АРСР, на сході — Месягутовським кантоном і Єкатеринбурзькою губернією, на півночі — Пермською губернією, а на заході — Вятською губернією і Татарською АРСР.

## Історія
18 липня 1922 року в складі Автономної Башкирської Радянської Республіки був утворений Бірський кантон, складався з 43 волостей Бірського повіту Уфімської губернії.
Згідно з постановою Президії Башкирського центрального виконавчого комітету від 10 лютого 1923 року був поділений на 17 волостей, за декретом ВЦВК від 15 грудня 1924 року — на 25 волостей, а за декретом ВЦВК від 14 червня 1926 року — на 20 волостей. Пізніше Калмиківська волость була перейменована в Нуріманівську, а Кайнликівська — в Ново-Кайнликівську.

## Населення
Чисельність населення за даними Всесоюзного перепису населення 1926 року по Бірського кантону:
| Численість населення | Чоловіки | Жінки   | Обох статей |
| -------------------- | -------- | ------- | ----------- |
| Все населення        | 249 011  | 286 635 | 535 646     |
| Міське населення     | 7 240    | 8 137   | 15 377      |
| Сільське населення   | 241 771  | 278 498 | 520 269     |